# Komet Shoemaker-Levy 1
 ali 
Komet Shoemaker-Levy 1 (uradna oznaka je 192P/Shoemaker-Levy 1) je periodični komet z obhodno dobo okoli 17,3 let. 
Komet pripada Jupitrovi družini kometov .

## Odkritje
Komet so odkrili ameriška astronoma Carolyn Jean Spellmann Shoemaker in Eugene Merle Shoemaker  ter kanadski astronom David H. Levy 18. september 1990. .
Kometa ne zamenjujmo z znanim kometom Komet Shoemaker-Levy 9 (D/1993 F2), ki je znan po tem, da je leta 1994 padel na Jupiter.